# Blakeney Point
Blakeney Point är en udde i Storbritannien.   Den ligger i grevskapet Norfolk och riksdelen England, i den sydöstra delen av landet, 180 km norr om huvudstaden London.
Terrängen inåt land är platt. Havet är nära Blakeney Point norrut. Runt Blakeney Point är det ganska tätbefolkat, med 104 invånare per kvadratkilometer. Närmaste större samhälle är Holt, 10,1 km sydost om Blakeney Point.